# 電動ガン

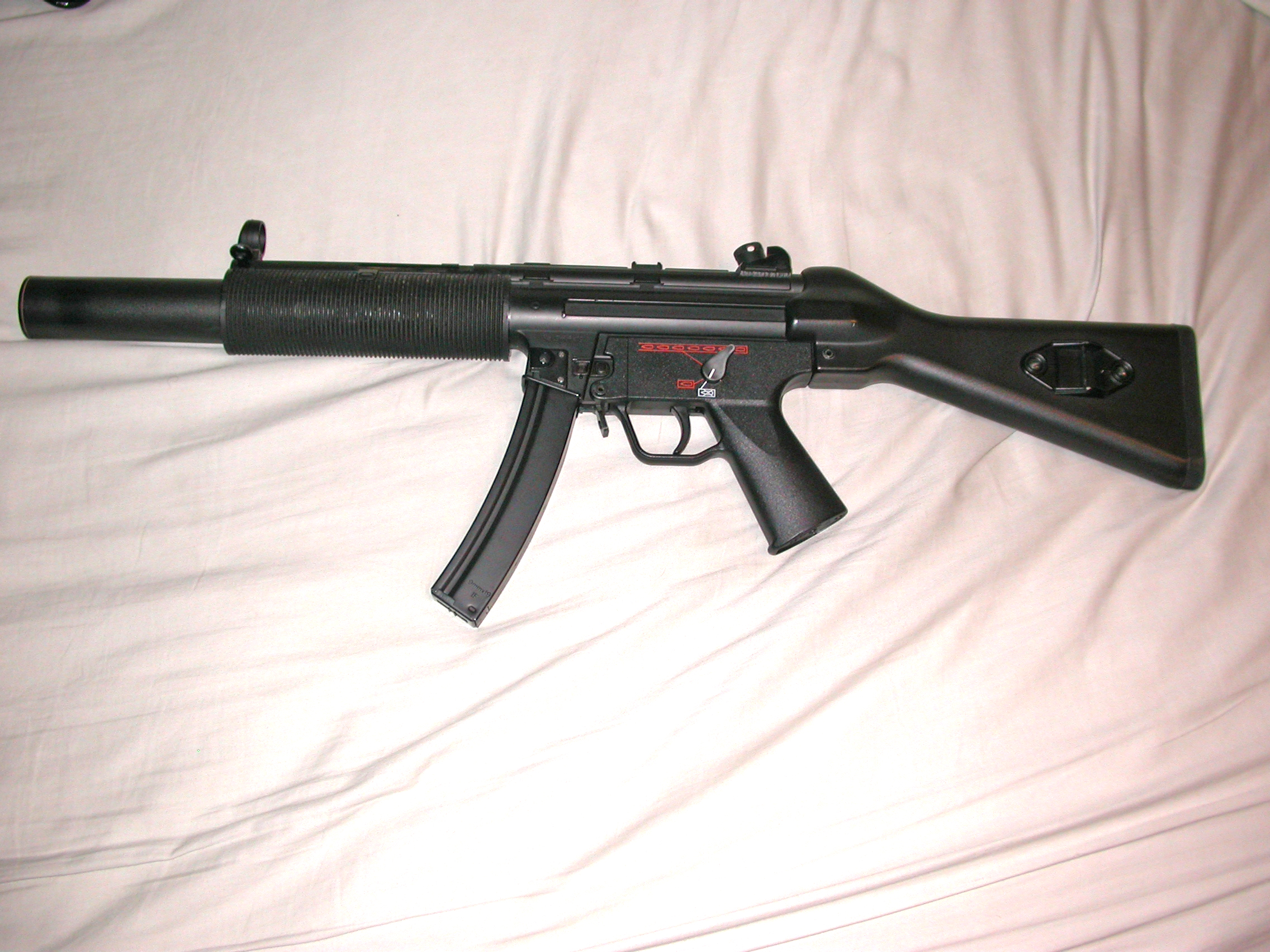
電動エアコッキングガンMP5SD5

電動エアコッキングガンの基本的構造と動作

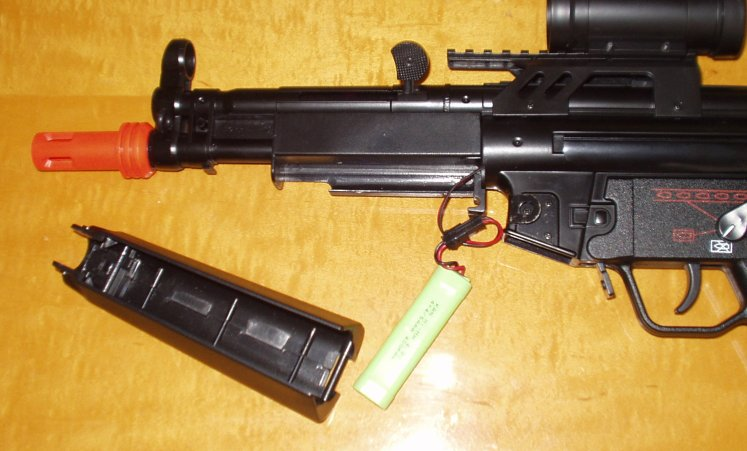
電動エアコッキングガンのバッテリー

電動ガン（でんどうガン）とは、エアソフトガンのうち、電気で動く機構を持つものをいう。

## 電動ガンの分類
用語については、エアソフトガンの項も参照。

### 電動エアコッキングガン
エアコッキングガンのコッキング動作を、モーター駆動によって行うもの。最初に量産、市販に成功したのは東京マルイが1991年4月26日に発売したFA-MAS5.56-F1。2008年9月現在、東京マルイが圧倒的シェアを持ち、HK33シリーズのKSCが続く。
かつてはトイテックがP90、M134などを発売し(後にM134はクラフトアップルよりリニューアル版が登場)、マルシン工業、ファルコントーイ(FTC)なども参入していた。
狭義で｢電動ガン」という場合は、電動エアコッキングガンを指すことが多い。本稿でも電動エアコッキングガンについて解説する。

### 電動ガスガン
ガスガンのうち、弾丸の装填やガスの放出を電気駆動で行うもの。撃鉄の動作を電気で制御するMGCのMP5K、ウエスタンアームズのヤティマティックや、実銃同様に装填機構が電気駆動であるアサヒファイアーアームズのM134、電磁弁を動作させてガスを放出する同社のワルサーWA2000等があり、後者は電磁弁銃とも呼ばれる。

## 歴史
- 1985年 -ホビージャパン別冊『THE SHOOTING GUN part2』にて電動エアコッキングガンの基礎的なアイデアが林幸生によって発表される[1]。
- 1991年4月26日 - 世界初の電動エアコッキングガンFA-MAS5.56-F1が東京マルイから発売される
- 1993年7月1日 - この日発売の東京マルイ製電動ガンFA-MASスーパーバージョンより、可変HOPUPシステムが搭載される。1994年5月までには、それまで非搭載であった機種にも同種の機構が搭載された。
- 1991年以降 - JAC、トイテック、マルシン工業、ファルコントーイ(FTC)、TOPなどが電動ガンに参入。後にJACは倒産、トイテックはエアソフトガン市場から撤退し、M134バルカンの製造、販売権利は他社に売却された。
- 2004年 - 日本技巧(SYSTEMA)が電動ガンに参入。
- 2005年 - KSCが電動ガンに参入。
- 2007年12月20日 - 東京マルイが次世代電動ガンと称して、反動発生機能を持ったAK-74MNを発売。これ以降、反動発生機能を持たないものは「スタンダードタイプ」と呼ばれる。
- 2008年7月 - TOPが電動ガン市場からの撤退を発表。
- 2011年3月 - TOPがエジェクションブローバック電動ガンと称して、排莢式M4 CARBINEを発売し電動ガン市場に復帰。

## 仕組み
本稿では、特に断らない限り、市場に多く流通している東京マルイ製電動ガンについて解説する。

### 基本的な構造
銃身の中でBB弾を加速し、射出する点は各種エアガンと共通。エアコッキングガンでは手動で行われているスプリングの圧縮や弾倉から弾を拾い上げる機構を、モーター駆動に置き換えている。

### メカボックス
モーターやギアによる作動機構をひとまとめにしたユニットをメカボックスと呼ぶ。
ノズル・タペットプレート・タペットスプリング
セクターギアにより動き、弾倉から押し上げられたBB弾を、チャンバーに装填する。KSC HK33シリーズではピストンに内蔵された、SYSTEMA製品ではシリンダーヘッドに内蔵された別の機構になっている。
シリンダー・シリンダーヘッド
ピストンを中で動かし、注射器と同じ原理で弾を発射するためのエアーを作り出す。TOP、ファルコントーイ製品では蛇腹が使用されている。
ピストン
シリンダーの中を往復運動し、エアを作り出す。マルイ方式では後述のセクターギア（歯車）が噛むための歯がついている。TOP、ファルコントーイ製品ではピストンではなく蛇腹状のふいごを組み合わせたバルグヘッド式が採用されている。
スプリング、スプリングガイド
ピストンを動かす原動力となる。
スイッチ類
トリガーと連動して電気のON、OFFを制御するもので、主に引き金がこの役割を持っている。スイッチの可動接点は、トリガーに押されて前後することにより電流のON/OFFを行う。可動接点が前進位置（スイッチON）にある場合、可動接点を上方に押し上げて、トリガーの位置に関係なく強制的に接点を解放することも出来る。その場合、可動接点はスプリングにより後退位置（スイッチOFF）に自動的に戻される。この接点の強制解放機構は、セミオート射撃に利用される。KSC HK33シリーズ及びTOPエジェクションブローバック電動ガンシリーズではピストンの前進と連動し、引き金は通常のエアコッキングガンと同じように、ピストンを後退状態で保持するシアを外す働きをする。
ギア
ベベルギア
モーターからの動力を受け、スパーギアに伝える。逆転防止ラッチと隣接しており、ギアが逆転するのを防いでいる。
後にラチェットが180°ごとに1つから90°ごとに1つに増やされ、セミオート射撃時の動作を向上したものが発売された。また、次世代電動ガン等一部のシリーズには、ギアのスパーギアとかみ合う箇所を延長し、その部分をラチェットとすることで更なるセミオート動作の向上を図ったものもある。FA-MAS、PSG-1等一部の機種では、スプリング保護のために、射撃終了後ラチェットを解放するボタンを備えている。
スパーギア
ベベルギアから動力を受け、セクターギアに伝える。
セクターギア
スパーギアから動力を受け、タペットプレートを動かす。間欠ギア（歯が半周無い歯車）の方でピストンを引き、ギアのない部分でピストンを開放、圧縮空気を作り出す。セミオート射撃のスイッチ制御用にカムも有しており、セミオート射撃の際にはカットオフレバーを介してスイッチを制御する。SYSTEMA製品ではカムの代わりにフォトインタラプタにギア角度を検知させるための穴を持つ。
カットオフレバー
セミオート射撃の際にセクターギアのカムによって揺動し、ピストンの一往復ごとにスイッチの可動接点を上方に持ち上げて、接点の強制解放を行う。フルオート射撃の際には、カットオフレバーはセクターギアのカムから切り離されるため、スイッチの制御は行われない。フルオート射撃のみ可能なモデルには搭載されず、SYSTEMA製品では同様の作動に電子回路を用いている。
電子回路
一部の製品に搭載されている、射撃制御用の回路。フルオートをタイマ回路でバーストにする(SIG SG550及びSG551)、フォトインタラプタを用い発射弾数を数えてセミオート、バースト射撃制御を行う(SYSTEMA製品)等の目的で搭載される。

### その他の部品類
反動発生機構
次世代電動ガン特有の機構で、錘とそれを前後動させる装置からなる。錘が設置される場所はアッパーデッキ内（AK-74シリーズ)やバッファーチューブ内(M4シリーズ)等、機種によりさまざまである。この機構の分、次世代電動ガンはスタンダードタイプより消費電力が増加している。この機構について、東京マルイが「シュート&リコイルエンジン」として国際特許を取得しているため、ボルトエアソフトB4A1やKSC M4ERG等後発メーカー製品の機関部は、この特許を回避するように設計されている。
バッテリー
主にニッケル・カドミウム蓄電池やニッケル・水素蓄電池が利用される。二次電池であり、繰り返し充電して使用できるが、ニッケル水素バッテリーは専用の充電器、放電器を必要とする。かつてはトイテックのM134バルカン（2009年現在はクラフトアップルより発売）のように鉛蓄電池を使用したものもあった。サイズによってラージバッテリーとミニバッテリーに大別され、電動ガンに内蔵する場合、内部の収納スペースに合わせて選択される。汎用バッテリーとしては、リチウムイオン二次電池も、破裂防止用保護回路と共に実用化された。
ヒューズ
電動ガンの配線の中にあり、異常な電流が流れたときに切れることで電流を遮断する。スタンダードタイプでは通常15A用、次世代電動ガンでは20A用のガラス管ヒューズを使用するが、改造用として25Aなど、より大きな電流に耐えるものや平型ヒューズ等を用いることもある。
多弾数マガジン
オプションパーツとして発売されている、より多くの弾を装填できる弾倉。ゼンマイなどの強制給弾機構を有している。2009年4月1日時点で多数の海外製が確認されている。
リアルカウントマガジン
オプションパーツとして発売されている、実銃と同じ装弾数の弾倉。スターエアソフト製品のような専用設計のものは、大量に携帯することを考慮し安価・軽量に作られている。次世代電動ガンM4/SCARシリーズ用の通常型弾倉のように、装弾数の切替機構を持ち、通常型弾倉としてもリアルカウントマガジンとしても使えるものもある。

### 作動原理
1. 引き金を引く。
2. 電気スイッチがONになり、バッテリーから電力がモーターに供給される。
3. モーターが作動し、ベベルギアを回す。
4. ベベルギアの回転をスパーギアがセクターギアに伝える。
5. セクターギアが回転し、ピストンが後退し始める。同時にタペットプレートが後退する。
6. タペットプレートが開放され、マガジンから弾を拾ってチャンバーに入れる。
7. ピストンがある程度後退すると、セクターギアの歯のない部分によりピストンが開放され、スプリングの力により前進する。
8. 前進するピストンがシリンダー内の空気を圧縮し、チャンバー、バレルに送り出す。
9. そのエアの力によりBB弾が発射される。セミオートの場合、ここでスイッチが切れ、待機する。フルオートの場合はモーターが回転を止めず、3から繰り返す。

この様にトリガーを引いてからコッキング動作が行われるために発射まで若干のタイムラグが生じる。そのため狙撃用ライフル型など一部の製品では狙撃性能を高めるため、ピストンがコックされた状態で保持しておきトリガーを引くと同時に開放して即座に発射される機構を備えている。

## 改造
外装を変化させる後付け部品などがメーカー純正、社外品を問わずに多く発売されている。内部構造用の部品も発売されているが、メーカーは内部に手を加えるような改造を否定しており、故障した場合の修理を受け付けないといった対応を取っている。
（出典・各社エアソフトガンの説明書、製品同梱パンフレットに明記）
ハイサイクル
導線やギアを交換し、作動効率や出力を高めて連射速度を上げる。トリガーを引いてから発射までのタイムラグを短くできるという副次的効果も得られる。高電圧バッテリー導入やFETチップによる半導体による電圧の昇圧化。直列組が基本とされる。このほか、セクターギアの間欠ギアとピストンのラックギアを減らすことによるピストンストローク減少、高回転型モーター導入も行われる。メカボックスへの負荷が増加するため、それに対応した各部の強度向上も行われる。
2009年12月には東京マルイ自ら、これらの改造内容の一部を取り入れたメーカー純正カスタムである「ハイサイクル・カスタム」シリーズを発売している。ノーマルと同じバッテリーを使用しながら公称連射速度はノーマルの1.5倍である25発毎秒となっており、ハイサイクルを安価かつ手軽に楽しめることが売りである。
サイレント化
電動ガン特有の機械音やピストン打撃音、発射音を抑え、静かに発射できるようにする。
アキュラシー
内部の調整や樹脂のパーツの金属化による剛性向上などで命中率を高める。
ハイパワー化
スプリングレートの変更、シリンダー内部のコーティング（低ミュー化）でピストンの前進スピード向上、チャンバー周りの気密性向上、チャンバー後退化で給弾、吸気、排気のタイミング変更で弾速を高める。負荷増加に備える必要がある点はハイサイクルと共通している。国によっては法規制で弾速に制限がかかっていることがあり、日本では発射エネルギーが0.989Jを超えると銃刀法上の「準空気銃」と見なされ、違法となる。
リアル化
外装パーツを、より実物に近い形状のパーツ、或いは実銃の部品に交換することで質感を向上する。
カスタムパーツは世界各国でも盛んに生産され、生産国とは別の国にも輸入されている。また、実銃用の部品は外装等、実弾の射撃機構に関係のない部品であれば日本国内でも合法的に所持できるが、寸法の微妙な違い等によってそのままでは交換できないこともある。

## 電動ガン特有の故障
ピストンクラッシュ
不適当なモーターやギアを組み込んだことで、ピストンを開放後のセクターギアの回転が早くなりすぎ、ピストンがシリンダーヘッドに衝突する前に再度引き始めてしまうことによって起こる。セクターギアがピストンを引く途中でピストンは後ろの壁にぶつかり、作動が停止するか、セクターギアがピストンのギアに接触した所より後ろのギアが削れてしまう。
また弾詰まりなどの原因でバレルが閉塞され、ピストンに大きな負担(空気による抵抗力)が掛かった場合も起こる場合がある。
過度の空撃ちによるメカボックスの破損
電動ガンのメカボックスは、ピストンによって圧縮された空気がBB弾を押し出すことを前提に各部品の耐久性が設定されているため、空気を圧縮しないピストンがシリンダーヘッドにぶつかると、BB弾に与えられる分の運動エネルギーが直接メカボックスに伝わり、多大なストレスがかかって破損する場合がある。電動ガンは容易に連射できるため、コッキングガンに比べてメカボックスが破壊されやすい。ただし連射中に弾切れになり意図せず空撃ちしてしまうことも普通であり多くの製品はある程度空撃ちに耐えるように設計、または改良・強化されている。
見えない故障、使用劣化
メカボックス内の電気スイッチ部の炭化。ギヤ軸受け部の回転による磨耗。ギヤグリスの水分揮発と粘度低下にて発生するギヤの磨耗。チャンバー給弾部のマガジンとの接合部分の着脱による磨耗。チャンバーパッキンゴムの年数劣化、変形。東京マルイ製品では、取扱説明書にて発射弾数3万発付近で整備に出すよう勧めている。

## 主な用途

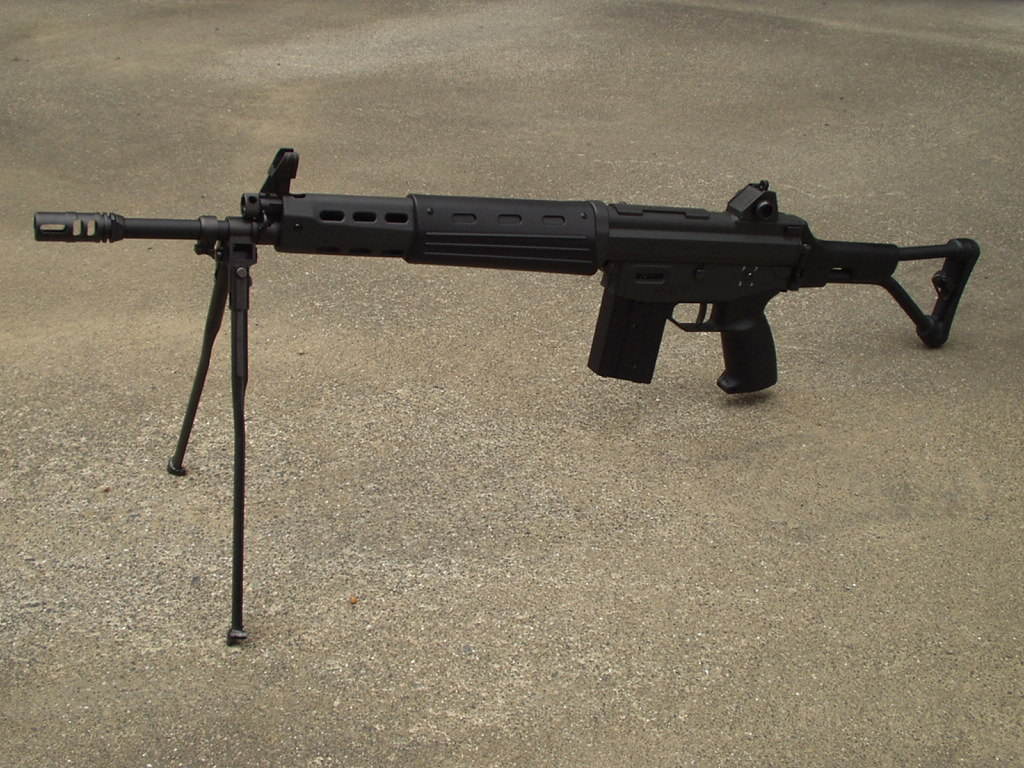
電動ガン 89式5.56mm小銃（折曲銃床式）

電動ガンはフルオート射撃が可能な点、装弾数が多い点、温度に性能を左右されやすいガスガンと違い季節を問わず使用できる点、などから主にサバイバルゲームに使われる。命中精度から、競技射撃に使用されることもある。
軍や警察の訓練に用いるケースもあり、SYSTEMA製トレーニングウェポンシリーズ、東京マルイ製89式小銃シリーズなどは、最初からこの目的で使われることを前提に設計されている。